# Skarb eskwiliński

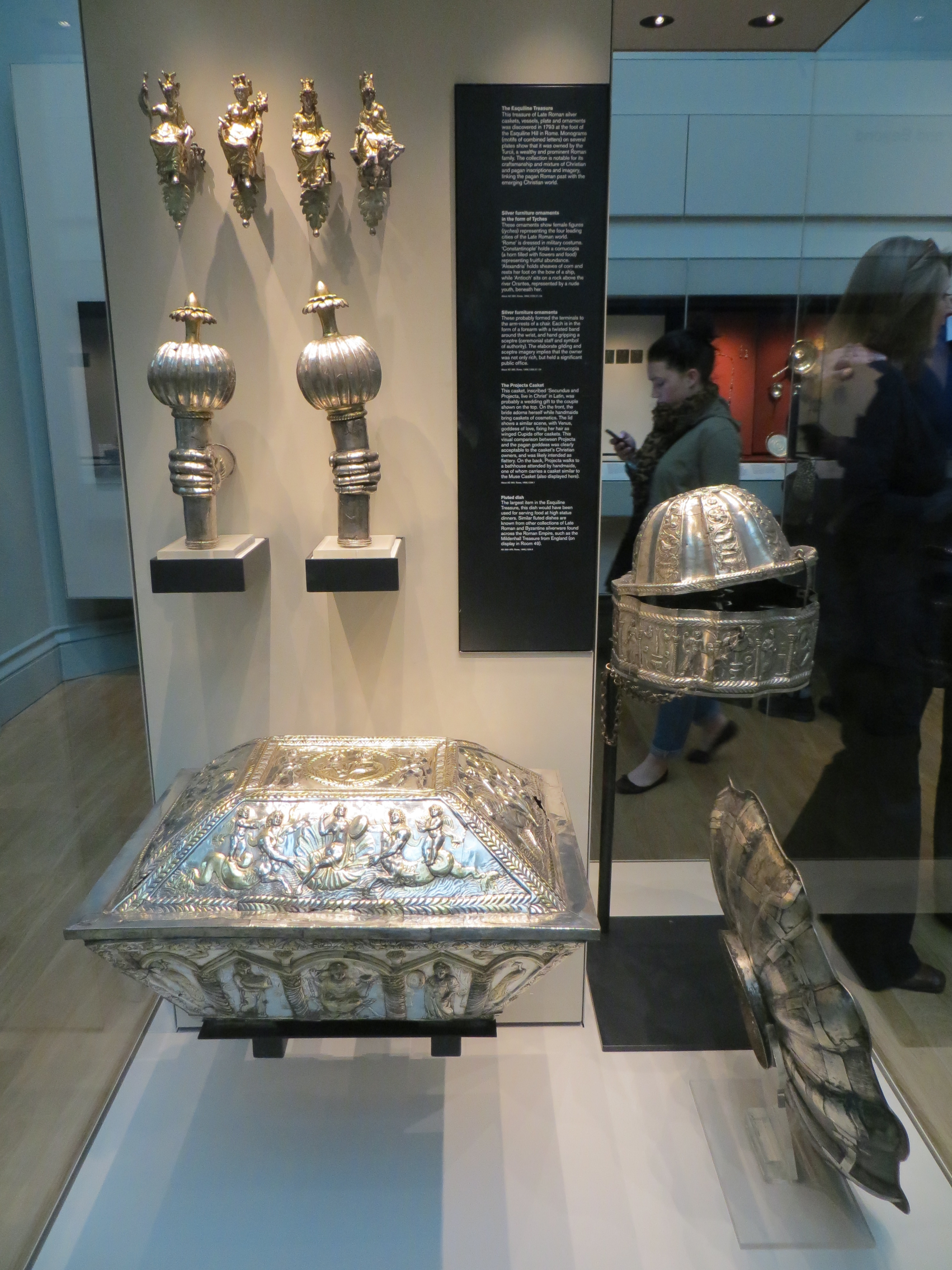
Fragment skarbu na ekspozycji w British Museum

Skarb eskwiliński – liczący 61 srebrnych przedmiotów późnoantyczny, datowany na końcówkę IV wieku skarb, odkryty pod koniec XVIII wieku na rzymskim Eskwilinie.
Skarb został odkopany w 1793 roku przez robotników pracujących u podnóży wzgórza eskwilińskiego, w ruinach antycznej arystokratycznej willi. Znalezisko podzielono na trzy części, z czego zdecydowana większość, licząca 59 obiektów, trafiła w 1866 roku do Muzeum Brytyjskiego. Pozostałe znajdują się w Narodowym Muzeum Archeologicznym w Neapolu oraz w paryskim Petit Palais.
Składające się na skarb przedmioty datowane są na okres między 330 a 380 rokiem n.e. i wyszły przypuszczalnie z jednego warsztatu. Stanowiły najprawdopodobniej dar ślubny dla Turkiusa Sekundusa i jego żony Projekty Turii. W dekoracjach obecnych na przedmiotach motywy chrześcijańskie łączą się z elementami mitologicznymi, co stanowi świadectwo mieszanego charakteru małżeństwa – Projekta była chrześcijanką, natomiast członkowie wpływowej rodziny Turkiusa długo pozostali wyznawcami starej wiary.
Do najcenniejszych elementów skarbu należy przechowywana w Muzeum Brytyjskim częściowo złocona, repusowana tzw. Szkatułka Projekty. Na jej wieku umieszczone zostały podobizny małżonków, otoczone wieńcem laurowym podtrzymywanym przez kupidyna. Towarzyszy im adresowana do Projekty i Sekundusa inskrypcja o charakterze chrześcijańskim: Secunde et Proiecta vivatis in Christo („Sekundusie i Projekto, żyjcie w Chrystusie”). Na okalających wieko plakietach widnieje postać Wenus w muszli, w otoczeniu ichtiocentaurów oraz nereid dosiadających hippokampów. Innymi cennymi przedmiotami wchodzącymi w skład znaleziska są skrzyneczka na wonności z umieszczonymi wizerunkami Muz oraz cztery elementy dekoracyjne w formie figurek Tyche, przypuszczalnie będące personifikacjami opiekuńczych bóstw Rzymu, Konstantynopola, Antiochii i Aleksandrii.